# Winter Cup 2013-2014
La Winter Cup 2013-2014 è stata la prima edizione del trofeo, organizzata dalla Divisione Calcio a 5 per compensare il minor numero di gare della Serie A 2013-14. Alla manifestazione presero parte di diritto le dieci squadre iscritte al campionato di Serie A. La Marca Futsal, ridimensionata dal disimpegno economico di uno dei principali sponsor avvenuto a ridosso dell'inizio della competizione, ha disputato gli incontri con i giovani della Under 21.

## Formula
La prima fase è articolata su quattro giornate di gara al termine delle quali è composta una classifica finale. Le società sono state distribuite in due gruppi basati sul criterio di vicinorietà e quindi inserite in altrettante urne dalle quali sono stati sorteggiati gli accoppiamenti relativi alla prima e alla seconda giornata (giocata a campi invertiti). Al termine dei due incontri sarà dichiarata vincitrice una squadra e, nelle successive due giornate la squadra vincitrice sarà opposta a una sconfitta, alternando i campi da gioco. La classifica finale della prima fase è determinata dalla classifica cui verrà aggiunto 1 punto alle società vincenti i dieci accoppiamenti. Nel caso di parità di punti gli arbitri al termine degli incontri faranno disputare due tempi supplementari di 5 minuti ciascuno. Qualora anche al termine di questi le squadre fossero in parità si procederà all'effettuazione dei tiri di rigore. Le società classificate ai primi 8 posti della classifica finale accedono alla seconda fase. In caso di parità di punteggio tra due o più squadre nella classifica finale, si procede alla compilazione di una graduatoria fra le squadre interessate, tenendo conto nell'ordine: della differenza fra reti segnate e subite nelle quattro giornate di gara; nel maggior numero di reti segnate nelle 4 giornate di gara; del minor numero di reti subite nelle 4 giornate di gara. Dal conteggio sono escluse le reti segnate o subite durante gli eventuali tempi supplementari e nei tiri di rigore per dichiarare la vincente di un accoppiamento. In caso di ulteriore parità si procederà ad un sorteggio presso la segreteria della Divisione Calcio a 5. La seconda fase si svolge in gara unica in casa della società migliore classificata con le seguenti modalità: la 1ª classificata affronta l'8ª; la 2ª classificata affronta la 7ª; la 3ª classificata affronta la 6ª; la 4ª classificata affronta la 5ª. Al termine degli incontri saranno dichiarate vincenti le squadre che avranno segnato il maggior numero di reti. In caso di parità di reti segnate si giocheranno due tempi supplementari di 5 minuti ciascuno; qualora anche al termine di questi le squadre fossero in parità si procederà all'effettuazione dei
tiri di rigore. Le squadre vincenti le gare della seconda fase accedono alla terza fase. La terza fase si svolge con la formula della Final Four in sede unica.

## Prima fase

### Classifica[3]
|  | Pos. | Squadra        | Pt | G | V | N | P | GF | GS | DR  |
|  | ---- | -------------- | -- | - | - | - | - | -- | -- | --- |
|  | 1.   | Acqua e Sapone | 12 | 4 | 3 | 1 | 0 | 15 | 11 | +4  |
|  | 2.   | Real Rieti     | 11 | 4 | 3 | 0 | 1 | 10 | 5  | +5  |
|  | 3.   | Asti           | 10 | 4 | 2 | 2 | 0 | 46 | 6  | +40 |
|  | 4.   | Luparense      | 9  | 4 | 2 | 2 | 0 | 10 | 5  | +5  |
|  | 5.   | Pescara        | 9  | 4 | 2 | 1 | 1 | 15 | 11 | +4  |
|  | 6.   | Kaos           | 7  | 4 | 2 | 0 | 2 | 25 | 13 | +12 |
|  | 7.   | Lazio          | 6  | 4 | 2 | 0 | 2 | 10 | 8  | +2  |
|  | 8.   | LCF Martina    | 2  | 4 | 0 | 2 | 2 | 10 | 17 | -7  |
|  | 9.   | Napoli         | 0  | 4 | 0 | 0 | 4 | 7  | 15 | -8  |
|  | 10.  | Marca          | 0  | 4 | 0 | 0 | 4 | 4  | 61 | -57 |

Note:

Tre punti a vittoria, uno a pareggio, zero a sconfitta. È assegnato 1 punto di bonus alle società vincenti i dieci accoppiamenti. In caso di arrivo di due o più squadre a pari punti, la graduatoria verrà stilata secondo la classifica avulsa tra le squadre interessate che prevede, in ordine, i seguenti criteri:
- Differenza fra reti segnate e subite nelle quattro giornate di gara.
- Maggior numero di reti segnate nelle 4 giornate di gara.
- Minor numero di reti subite nelle 4 giornate di gara.

### Calendario e risultati
| andata | andata | 1ª giornata                 | ritorno (2ª) | ritorno (2ª) |  |
|        |        |                             |              |              |  |
| 7 dic. | 4-2    | Real Rieti - Napoli         | 4-1          | 13 dic.      |  |
| 7 dic. | 2-2    | Luparense - Asti            | 3-3 dts      | 14 dic.      |  |
| 7 dic. | 9-2    | Kaos - Marca                | 11-1         | 15 dic.      |  |
| 7 dic. | 5-1    | Lazio - Pescara             | 3-5          | 15 dic.      |  |
| 7 dic. | 4-5    | LC Martina - Acqua e Sapone | 3-3          | 15 dic.      |  |

| andata  | andata | 3ª giornata             | ritorno (4ª) | ritorno (4ª) |
|         |        |                         |              |              |
| 21 dic. | 0-21   | Marca - Asti            | 1-20         | 29 dic.      |
| 21 dic. | 2-3    | Napoli - Acqua e Sapone | 2-4          | 29 dic.      |
| 22 dic. | 0-1    | Lazio - Real Rieti      | 2-1dts       | 29 dic.      |
| 22 dic. | 6-3    | Luparense - Kaos        | 4-2          | 29 dic.      |
| 22 dic. | 2-2    | LC Martina - Pescara    | 1-7          | 29 dic.      |

## Seconda fase
| Arbitri: | Walter Mameli (Cagliari) Nicola Maria Manzione (Salerno) |
| Crono:   | Lorenzo Di Guilmi (Vasto)                                |

| |           |                                                                                      |
| Calderolli 1'’ Murilo 8'39’’, 10'40’’ Borruto 13'50’’ Murilo 32'07’’ Zanchetta 37'37’’ Leitão 42'42’’ Zanchetta 47'10’’ Borruto 49'36’’ | Marcatori | 5'’ Dao 27'10’’ Luft 31'11’’ Saùl 16'52’’ Bocão 38'20’’ Dao 39'27’’ Luft 47'45’’ Dao |

| Arbitri: | Leonardo Balli (Prato) Carmelo Loddo (Reggio Calabria) |
| Crono:   | Chiara Perona (Biella)                                 |

|                                                               |           |  |
| Patias 21'46’’ Corsini 23'51’’ Lima 36'26’’ Marquinho 39'31’’ | Marcatori |  |

| Arbitri: | Francesco Peroni (Città di Castello) Giancarlo Lombardi (Roma 1) Mauro De Coppi (Conegliano) |
| Crono:   | Calogero Castellino (Treviso)                                                                |

|                                                |           |                                |
| Foglia 16'31’’ (aut.) Honorio 30'57’’, 34'35’’ | Marcatori | 27'27’’ Giasson 38'25’’ Sergio |

| Arbitri: | Vincenzo Giannantonio (Campobasso) Davide Aresu (Cagliari) |
| Crono:   | Daniele Di Resta (Roma 2)                                  |

| |           |                                                                          |
| Crema 6'28’’ Marinho 7'00’ Rescia 14'27’’ Álvaro 16'49’’ Rogério 20'29’’, 27'32’’, 31'35’’, 37'40’’ Rescia 29'02’’ | Marcatori | 21'47’’, 22'29’’, 22'56’’ Bacaro 23'17’’ Paulinho da Silva 23'33’’ Dimas |

## Final Four
La Final Four della coppa si è giocata sabato 29 e domenica 30 marzo al PalaInfoplus di Bassano del Grappa; il sorteggio è stato effettuato giovedì 20 marzo presso la sede del Comune della medesima città.

### Tabellone
|  | Semifinali     | Semifinali     | Semifinali |            |      | Finale | Finale | Finale |  |
|  |                |                |            |            |      |        |        |        |  |
|  | Luparense      | Luparense      | 5 (12)     |            |      |        |        |        |  |
|  | Luparense      | Luparense      | 5 (12)     |            |      |        |        |        |  |
|  | Asti (dcr)     | Asti (dcr)     | 5 (13)     |            |      |        |        |        |  |
|  | Asti (dcr)     | Asti (dcr)     | 5 (13)     |            | Asti | Asti   | 4      |        |  |
|  |                |                |            |            | Asti | Asti   | 4      |        |  |
|  |                |                | Real Rieti | Real Rieti | 1    |        |        |        |  |
|  | Acqua e Sapone | Acqua e Sapone | Real Rieti | Real Rieti | 1    | 1      |        |        |  |
|  | Acqua e Sapone | Acqua e Sapone |            |            |      |        |        |        |  |
|  | Real Rieti     | Real Rieti     | 3          |            |      |        |        |        |  |

### Semifinali
| Arbitri: | Nicola Maria Manzione (Salerno) Francesco Novellino (Potenza) Giuseppe Parente (Como) |
| Crono:   | Enrico De Poli (Mestre)                                                               |

|                  |           |                                                       |
| Chaguinha 4'55’’ | Marcatori | 10'26’’ Rogério 12'46’’ (aut.) Chaguinha 37'23’’ Daví |

| Arbitri: | Angelo Galante (Ancona) Filippo Ragalà (Bologna) Alessandro Maggiore (Bologna) |
| Crono:   | Ettore Quarti (Imperia)                                                        |

|                                                                                     |                      |                                                                              |
| Nora 21'22’’ Ercolessi 27'57’’ Waltinho 29'08’’ Canal 31'59’’ Merlim 41'15’’ (rig.) | Marcatori            | 10'39’’ Lima 18'32’’ Cavinato 29'48’’ Lima 39'42’’ Vampeta 43'48’’ Lima      |
| Honorio Bertoni Canal Ercolessi Merlim Putano Waltinho Follador Putano              | Tiri di rigore 7 – 8 | Fortino Wilhelm Cavinato Patias Vampeta De Oliveira Lima Marquinho Celentano |

### Finale
| Arbitri: | Alessandro Malfer (Rovereto) Marco Delpiano (Cagliari) Walter Mameli (Cagliari) |
| Crono:   | Francesco Peroni (Città di Castello)                                            |

| |            | |
| Patias 10'25’’, 16'52’’, 21'07’’ De Oliveira 30'07’’ | Marcatori  | 39'09’’ Silveira |
| · Kiko Bernardi · Gabriel Lima · Diego Cavinato · Fernando Wilhelm · Alessandro Patias · Antonio Celentano · Vampeta · Rodolfo Fortino · Júlio De Oliveira · Tihomir Novak · Luca Casalone · Mirko Casassa | Formazioni | · Carlos Dalcin · Maximiliano Rescia · Daví · Manoel Crema · Rogério · Márcio Forte · Fernando Silveira · Massimo De Luca · Marinho · Edoardo Scappa · Lorenzo Abati · Michele Miarelli |
| Tiago Polido | Allenatori | Alessio Musti |

## Classifica marcatori
| Gol |  |  | Giocatore          | Squadra        |
| --- |  |  | ------------------ | -------------- |
| 15  |  |  | Júlio De Oliveira  | Asti           |
| 14  |  |  | Alessandro Patias  | Asti           |
| 11  |  |  | Rogério            | Real Rieti     |
| 8   |  |  | Mauro Canal        | Luparense      |
| 6   |  |  | Vinícius Bacaro    | Lazio          |
| 6   |  |  | Cristian Borruto   | Acqua e Sapone |
| 6   |  |  | Adriano Foglia     | Pescara        |
| 6   |  |  | Alcides Pereira    | Kaos           |
| 5   |  |  | Douglas Corsini    | Asti           |
| 5   |  |  | Dao                | LCF Martina    |
| 5   |  |  | Murilo Ferreira    | Acqua e Sapone |
| 5   |  |  | Gabriel Lima       | Asti           |
| 5   |  |  | Paulinho da Silva  | Lazio          |
| 5   |  |  | Tuli               | Kaos           |
| 4   |  |  | Diego Cavinato     | Asti           |
| 4   |  |  | Jonas              | Pescara        |
| 4   |  |  | Kaká               | Kaos           |
| 4   |  |  | Christian Luft     | LCF Martina    |
| 4   |  |  | Marquinho          | Asti           |
| 4   |  |  | Vampeta            | Asti           |
| 4   |  |  | Waltinho           | Luparense      |
| 4   |  |  | Márcio Zanchetta   | Acqua e Sapone |
| 3   |  |  | Chaguinha          | Acqua e Sapone |
| 3   |  |  | Dimas              | Lazio          |
| 3   |  |  | Humberto Honorio   | Luparense      |
| 3   |  |  | Douglas Nicolodi   | Pescara        |
| 3   |  |  | Ramon Bueno Ardite | Asti           |
| 3   |  |  | Maximiliano Rescia | Real Rieti     |
| 2   |  |  | Yousef Ait-Cheick  | Marca          |
| 2   |  |  | Álvaro Aparicio    | Real Rieti     |
| 2   |  |  | Edgar Bertoni      | Luparense      |
| 2   |  |  | Bocão              | LCF Martina    |
| 2   |  |  | Wellington Coco    | Kaos           |
| 2   |  |  | Manoel Crema       | Real Rieti     |
| 2   |  |  | Leandro Cuzzolino  | Acqua e Sapone |
| 2   |  |  | Daví               | Real Rieti     |
| 2   |  |  | Fernando Leitão    | Acqua e Sapone |
| 2   |  |  | Eduardo Morgado    | Pescara        |

| Gol |  |  | Giocatore             | Squadra        |
| --- |  |  | --------------------- | -------------- |
| 2   |  |  | Patrick Nora          | Luparense      |
| 2   |  |  | Noro                  | Napoli         |
| 2   |  |  | Tihomir Novak         | Asti           |
| 2   |  |  | Francesco Petriglieri | Kaos           |
| 2   |  |  | Alessandro Santi      | Marca          |
| 2   |  |  | Saúl Olmo             | LCF Martina    |
| 1   |  |  | Gonzalo Abdala        | Napoli         |
| 1   |  |  | Luiz Paulo Caetano    | Acqua e Sapone |
| 1   |  |  | Fabricio Calderolli   | Acqua e Sapone |
| 1   |  |  | Andrea Carìa          | Asti           |
| 1   |  |  | Antonio Celentano     | Asti           |
| 1   |  |  | Thomas Egea           | Acqua e Sapone |
| 1   |  |  | Marco Ercolessi       | Luparense      |
| 1   |  |  | Evandro               | Napoli         |
| 1   |  |  | Fabián Robledo        | Pescara        |
| 1   |  |  | André Ferreira        | Kaos           |
| 1   |  |  | Fininho               | LCF Martina    |
| 1   |  |  | Jader Fornari         | Napoli         |
| 1   |  |  | Márcio Forte          | Real Rieti     |
| 1   |  |  | Rodolfo Fortino       | Asti           |
| 1   |  |  | Alexandre Ghiotti     | Pescara        |
| 1   |  |  | Daniel Giasson        | Pescara        |
| 1   |  |  | Jeffe                 | Kaos           |
| 1   |  |  | Laion De Freitas      | Kaos           |
| 1   |  |  | Aldo Lucchese         | Kaos           |
| 1   |  |  | Marinho               | Real Rieti     |
| 1   |  |  | Mauricio              | Pescara        |
| 1   |  |  | Alex Merlim           | Luparense      |
| 1   |  |  | Michele Miarelli      | Real Rieti     |
| 1   |  |  | Vincenzo Milucci      | Napoli         |
| 1   |  |  | Paulinho Pinto        | LCF Martina    |
| 1   |  |  | Cristiano Scandolara  | Kaos           |
| 1   |  |  | Angelo Schininà       | Lazio          |
| 1   |  |  | Sergio González       | Pescara        |
| 1   |  |  | Fernando Silveira     | Real Rieti     |
| 1   |  |  | Marco Solidoro        | LCF Martina    |
| 1   |  |  | Pablo Taborda         | Luparense      |
| 1   |  |  | Vinícius              | Kaos           |